# SM-2
SM-2 (англ. Standard missile SM-2) — семейство современных американских зенитных ракет (ЗУР). Часть семейства ЗУР «Стандарт».
Разработана на основе предшествующей ЗУР «Стандарт-1» (SM1). Принципиальным отличием от базового варианта стало использование новой комбинированной (командно-инерциальной на маршевом участке и полуактивной на терминальном) системы наведения. За счет этого, исчезла необходимость в сопровождении цели лучом радара целеуказания во время всего полёта ракеты; цель отслеживается радаром общего обнаружения, и на летящую ракету передаются поправки по радиоканалу связи, выводящие ракету в район расположения цели. Радар «подсветки» цели включается лишь на несколько секунд, для точного наведения ракеты на заключительном участке. За счет этого достигается высокая огневая производительность и помехоустойчивость комплекса.
В ЗУР (Стандарт-2), все её радиоэлектронные схемы выполнены на твердотельных элементах, а рули имеют электрические приводы. Для запуска из УВП ракету снабжают дополнительным стартовым ускорителем с поворотными газовыми рулями.
Ряд моделей ракет данного типа является интегрированным элементом зенитного ракетного комплекса «Иджис» ВМС США, в то время как другие разработаны для применения с другими типами СУО.

## История
Создание модификации SM-2 для ракет RIM-66 и RIM-67 было попыткой повысить огневую производительность комплекса. Ракеты прежней модели, SM-1, нуждались в непрерывном сопровождении цели лучом радара целеуказания с корабля-носителя, в течение всего полёта ракеты. Это существенно снижало эффективность: корабль мог одновременно вести огонь лишь по тому числу целей, на которое хватало бортовых радаров наведения, и вынужден был дожидаться пока запущенные ракеты не достигнут прежних целей, прежде чем открывать стрельбу по новым. Кроме того длительное облучение цели давало возможность её системам радиоэлектронного противодействия определить режим работы радара, и выставить помехи.
Основным отличием, заложенным в модификацию SM-2, стало наличие программируемого инерциального автопилота для независимого поддержания ракеты на курсе на маршевом участке. Радар общего обнаружения определял положение целей и программировал автопилоты ракет на движение в расчётную точку перехвата. Запущенная ракета летела, управляемая заложенной в автопилот программой, в направлении цели; радар целеуказания корабля-носителя включался только в последние секунды перед атакой, для точного наведения.
За счет этого удалось добиться следующего:
- Повысить огневую производительность комплекса до предела, отграниченного лишь возможностями пусковых установок. Корабль мог запускать ракеты в максимальном темпе «в сторону» целей, с тем лишь ограничением, чтобы к рубежу атаки подходило одновременно не больше ракет, чем есть радаров целеуказания.
- Повысить помехоустойчивость комплекса. Радар целеуказания включался лишь на несколько секунд, чтобы точно навести ракету на терминальном участке. Системы РЭБ просто не успевали за столь короткое время определить его параметры и поставить направленные помехи.
- Обеспечить возможность перенацеливания ракеты в полёте и повторного захвата цели. Если для модификации SM-1 прекращение облучения цели — намеренное, в связи с желанием переключиться на другую цель, или случайное — автоматически означало самоуничтожение ракеты, то модификация SM-2 могла без особого труда быть перенацелена на другую цель.
- Увеличить дальность поражения. За счет оптимизации траектории (так как ракета самонаводилась не непрерывно, а только на терминальной стадии, её траектория на маршевом участке могла быть более энергетически выгодной) и отсутствия необходимости для радара обеспечивать высокую мощность отраженного от цели сигнала (так как ракета наводилась на отраженный сигнал не с момента пуска, а лишь вблизи цели) дальность действия ЗРК SM-2 возросла при прежней силовой установке.

На поздних модификациях SM-2, созданных для работы в СУО «Aegis», программируемый автопилот был дополнен двусторонним каналом связи с носителем. За счет этого, появилась возможность управлять полётом ракеты и на маршевом участке, оптимизируя её траекторию и нейтрализуя манёвры уклонения цели.

## Модификации

### Модификации RIM-66 «Standard»
Семейство ракет среднего радиуса действия.

#### SM-1MR
См. SM-1MR

#### SM-2MR
- RIM-66C — первая версия ракеты, обозначавшаяся как SM-2. Главным отличием от ракет SM-1 было наличие программируемого автопилота Mk-2, управлявшего полётом ракеты на маршевом участке траектории. В результате, ракета нуждалась в сопровождении цели лучом радара только для точного наведения в момент атаки. За счет этого существенно повысилась скорострельность и помехозащищённость ракетных комплексов: ракеты запускались в направлении целей на инерциальном наведении, а радары подсветки целей включались лишь на несколько секунд перед атакой. Также RIM-66C была первой ракетой, рассчитанной на использование системы управления огнём AEGIS. За счет более эффективной системы управления (включавшей программирование автопилота в полёте по данным радара AN/SPY-1) и возможности использовать более выгодные баллистические траектории полёта, радиус действия RIM-66C увеличился почти вдвое до 74 километров. На вооружении с 1978 года.
- RIM-66D — версия ракеты RIM-66C для кораблей с СУО «Тартар». Отличалась конструкцией автопилота, программируемого непосредственно перед стартом (так как СУО «Тартар» не могла обеспечить корректирование ракеты в полёте)
- RIM-66G — ракета с новым двигателем Thiokol MK 104, имевшая увеличенный более чем до 120 км радиус действия и повышенную скорость полёта. Предназначалась для СУО AEGIS и балочных пусковых Mk-26
- RIM-66H — версия ракеты RIM-66G, адаптированная для запуска из вертикальной пусковой установки Mk-41 и СУО AEGIS.
- RIM-66J — версия ракеты RIM-66G, адаптированная под СУО «Тартар»
- RIM-66K — последняя модификация ракеты. Разработана для обеспечения лучшего поражения низколетящих крылатых противокорабельных ракет. Имела усовершенствованную систему наведения K 45 MOD 9, позволявшую лучше различать цели на фоне поверхности. Новая комбинированная полуактивная/инфракрасная ГСН ракеты позволяла лучше выполнять селекцию ложных целей и впервые обеспечивала возможность стрельбы по невидимой за радиогоризонтом цели (ракета посылалась в расчётный район нахождения цели и переключалась на ИК-наведение). Предназначалась для СУО «Тартар»
- RIM-66L — версия ракеты RIM-66K для СУО AEGIS и балочных пусковых Mk-26.
- RIM-66M — версия ракеты RIM-66K для СУО AEGIS и ВПУ Mk-41

### Модификации RIM-67 «Standard» SM-1ER
Семейство дальнобойных ракет в ряду "Стандартов".

#### SM-1ER
См. SM-1ER

#### SM-2ER
- RIM-67B — улучшенная версия RIM-67A, имевшая инерциальную систему управления на маршевом участке и новый моноимпульсный локатор ГСН.
- RIM-67C — версия с новым ускорителем MK 70, увеличившим радиус почти до 150 км.
- RIM-67D — версия с системой наведения MK 45 MOD 8 TDD.
- модификация с СБЧ (ядерная) — в начале 1980-х, ВМФ США разрабатывал проект ракеты SM-2ER с ядерной боевой частью W-81 мощностью в 4 кт. Планы разработки ядерной ракеты были связаны с окончательным списанием из арсеналов ВМФ атомных версий RIM-2 и RIM-8. Тем не менее, проект так и не был реализован, и в настоящее время противовоздушные ракеты с ядерными боевыми частями в арсенале ВМФ США отсутствуют.

### Модификации RIM-156 «Standard» SM-2ER
Серия RIM-156 есть модификация RIM-67, предпринятая с целью адаптации ракеты под систему управления AEGIS и ВПУ Mk-41. Была разработана в конце 1990-х, в связи с проведенным ранее списанием подавляющего большинства старых кораблей с комплексами управления «Терьер», способных применять RIM-67. Опасаясь остаться без дальнобойных ЗУР, ВМФ США инициировал программу адаптации RIM-67 под новые системы. В связи с большим объёмом изменений в итоге было принято решение обозначить версию ракеты как полностью новую.
- RIM-156A — базовая версия, принятая на вооружение в 1999 году. Имела новый ускоритель MK 72, адаптированный для запуска ракеты из ВПУ. Были также изменены рули управления и элероны, для более удобного размещения ракеты в пусковых установках. Новая система наведения MK 45 MOD 10 TDD позволяла улучшить возможности ракеты по поражению низколетящих скоростных целей в условиях действия РЭБ.
- RIM-156B — версия ракеты с новой радиолокационной/инфракрасной системой наведения, обеспечивающей улучшенную возможность селекции ложных целей и возможности загоризонтной стрельбы по низколетящим ракетам. Первая ракета в семействе «Стандарт», приспособленная для перехвата баллистических целей в рамках программы Navy Area Theater Ballistic Missile Defense. Успешно показала себя на испытаниях, но из-за отмены всей программы так и не была принята на вооружение.

В настоящее время, все ракеты RIM-156 заменяются новой SM-6, радиусом действия до 240 километров с активным радиолокационным наведением.

## Боевое применение
- 3 июля 1988 года. Авиалайнер Airbus A300B2-203 авиакомпании Iran Air совершал коммерческий пассажирский рейс IR655 по маршруту Тегеран—Бендер-Аббас—Дубай, но через 7 минут после вылета из Бендер-Аббаса, пролетая над Персидским заливом, был сбит ракетой «земля-воздух», выпущенной с ракетного крейсера «Vincennes» ВМС США. Погибли все находившиеся на его борту 290 человек — 16 членов экипажа и 274 пассажира (в том числе 65 детей).

- 12 октября 2016 года, американский эсминец USS DDG-87 "Мэйсон" применил две ракеты SM-2MR и одну ESSM для отражения атаки противокорабельных ракет, запущенных с территории Йемена[1].